# Bima (Myagdi)
Bima – gaun wikas samiti w zachodniej części Nepalu w strefie Dhawalagiri w dystrykcie Myagdi. Według nepalskiego spisu powszechnego z 2001 roku liczył on 409 gospodarstw domowych i 1917 mieszkańców (1048 kobiet i 869 mężczyzn).